# اچ‌تاپ
Htop برنامه‌ای تعاملی برای نمایش وضعیت پروسه‌های اجرا شده در سیستم‌های کامپیوتری است که برای لینوکس نوشته شده‌است.
Htop بعنوان جایگزینی برای برنامهٔ top طراحی شده‌است. در صفحهٔ اصلی این نرم‌افزار فهرست پروسه‌های اجرا شده بر روی رایانه نمایش داده می‌شود که به صورت پیش‌فرض بر اساس میزان مصرف CPU مرتب شده‌اند. برخلاف برنامهٔ top که در آن فقط فهرستی از پروسه‌هایی که منابع بیشتری نسبت به بقیه مصرف می‌کنند به نمایش گزاشته می‌شود، htop فهرست همهٔ پروسه‌ها را به نمایش می‌گزارد. همچنین Htop از رنگهای مختلف و حالت‌های بصری برای نمایش وضعیت CPU، حافظه و Swap استفاده می‌کند.
Htop توسط زبان‌های برنامه‌نویسی C نوشته شده‌است و از کتابخانهٔ ان‌کرسز استفاده می‌کند.